# Enterobius vermicularis

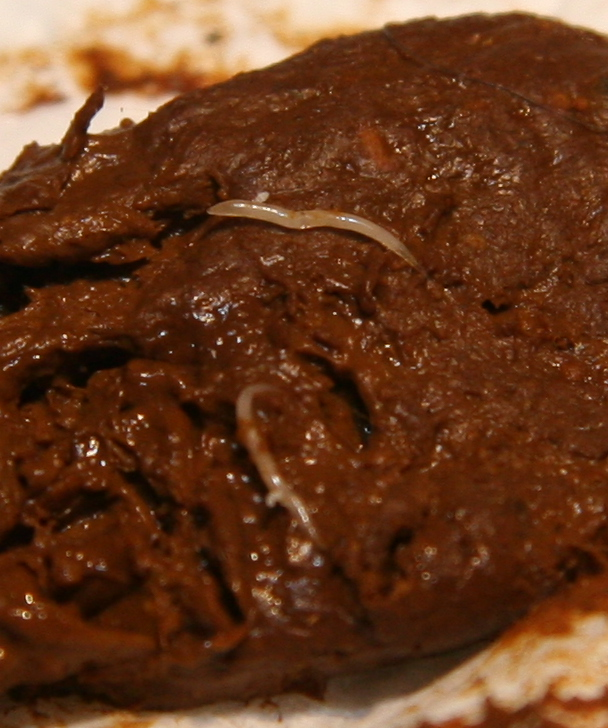
Ossiuro nelle feci.

L'ossiuro (Enterobius vermicularis) è un verme nematode della famiglia degli Ossiuroidei che causa l'ossiuriasi.

## Morfologia
L'E. vermicularis è un verme bianco di 4-6 mm di lunghezza che può infestare l'uomo in seguito all'ingestione delle sue uova embrionate. Le uova in poche ore raggiungono l'intestino tenue dove si schiudono facendo fuoriuscire larve che migrano nell'intestino crasso e poi aderiscono alla mucosa intestinale, sviluppandosi quindi in vermi adulti in poche settimane. Buona parte dei vermi adulti si localizza nel cieco ma le femmine gravide di notte si spostano nella zona perianale dove depositano le uova che possono essere riscontrate nelle pliche perianali mentre il verme è di semplice riscontro nelle feci, più raramente nella vagina qualora sia stata infettata. La femmina gravida depone fino a 20.000 uova che aderiscono alle pliche perianali. Le uova di E. vermicularis possono contenere il protozoo Dientamoeba fragilis.
L'infestazione da E. vermicularis può essere asintomatica e rendere i soggetti affetti dei portatori ma spesso causa l'ossiuriasi, caratterizzata da intenso prurito nelle ore notturne presso la zona perianale nel maschio e presso l'ano e la vulva nella femmina. Il prurito è causato dalla migrazione e dalla deposizione delle uova da parte delle femmine gravide del verme. Se la vagina è interessata dall'ossiuriasi si possono presentare disturbi genitourinari. Se vi è una forte infestazione, E. vermicularis può causare infiammazione della mucosa intestinale e irritabilità del colon.

## Epidemiologia
E. vermicularis è diffuso in tutto il mondo ma infetta particolarmente nelle regioni temperate. Si stima che al mondo ne siano colpite 500 milioni di persone. La categoria più soggetta ad infestazioni da parte di questo verme sono i bambini che, dopo aver giocato con terriccio infetto o con oggetti contaminati dalle uova del verme, si portano le mani alla bocca ingerendole e determinando un'autoinfestazione. L'autoinfestazione (o la reinfestazione) si verifica anche perché i bambini, a causa del forte prurito generato dal germe, si grattano le pliche perianali portandosi poi involontariamente le mani alla bocca.